# Saint-Germain-les-Vergnes
Saint-Germain-les-Vergnes è un comune francese di 999 abitanti situato nel dipartimento della Corrèze nella regione della Nuova Aquitania.

## Società

### Evoluzione demografica
Abitanti censiti